# Pilea aquarum
Pilea aquarum là loài thực vật có hoa trong họ Tầm ma. Loài này được Dunn miêu tả khoa học đầu tiên năm 1908.